# Lamprogaster rufipes
Lamprogaster rufipes är en tvåvingeart som beskrevs av Friedrich Georg Hendel 1914. Lamprogaster rufipes ingår i släktet Lamprogaster och familjen bredmunsflugor. Inga underarter finns listade i Catalogue of Life.